# Zoopage phanera
Zoopage phanera är en svampart som beskrevs av Drechsler 1935. Zoopage phanera ingår i släktet Zoopage och familjen Zoopagaceae.   Inga underarter finns listade i Catalogue of Life.